# كويلاوات
الكويلاوات (الاسم العلمي: Coiliinae) هي أسرة من الأسماك تتبع الفصيلة البلمية من رتبة الصابوغيات.

## أجناس الكويلاوات
- الكويلة
- الشيغْ أو الشيغَة